# Шлаїн Олександр Олександрович
Шлаїн Олександр Олександрович (Самуїл Асірович) — український режисер, сценарист. Заслужений працівник культури України (1992). Був членом Національної спілки кінематографістів України.
Народився 25 червня 1931 р. у Києві. Помер 29 червня 2004 р. в Києві. Закінчив Всесоюзний державний інститут кінематографії (1964, майстерня Л. Кулешова). Працював на Центральному телебаченні (1957—1959, 1967—1971), «Київнаукфільмі» (1962—1964, 1978—1980), «Укртелефільмі» (1980—1981), режисер і автор сценаріїв фільмів:
- «Відроджений Китай»,
- «Держава — це ми»,
- «Границя, границя» (1968),
- «Бабин Яр. Уроки історії» (1981),
- «Бабин Яр. Правда про трагедію» (1991) та ін.